# Allen Woodring
Allen Woodring   (Hellertown, 15 de febrer de 1898 - Clearwater, 15 de novembre de 1982) va ser un atleta estatunidenc que va competir en els anys posteriors a la Primera Guerra Mundial.
El 1920 va prendre part en els Jocs Olímpics d'Anvers, on disputà la prova dels 200 metres del programa d'atletisme. En ella guanyà la medalla d'or en superar a la final al seu compatriota Charles Paddock i al britànic Harry Edward.
Mentre estudiava a la Universitat de Syracuse guanyà els títols nacionals de l'IC4A de 220 iardes el 1921 i de 440 iardes el 1923. Posteriorment treballà com a comercial de la Spalding Company.

## Millors marques
- 200 metres llisos. 22.0" (1920)
- 400 metres llisos. 47.9" (1923)[1][2]